# Tuanjie, Luobei
Tuanjie (kinesiska: 团结, 团结镇) är en köping i Kina. Den ligger i provinsen Heilongjiang, i den nordöstra delen av landet, omkring 380 kilometer nordost om provinshuvudstaden Harbin.
Genomsnittlig årsnederbörd är 1 012 millimeter. Den regnigaste månaden är juli, med i genomsnitt 201 mm nederbörd, och den torraste är januari, med 10 mm nederbörd.